# Schlacht bei Bezzecca
Custozza – Lissa – Bezzecca
Bei Bezzecca (nordwestlich des Gardasees) schlug am 21. Juli 1866 ein starkes  italienisches Freiwilligenkorps unter Giuseppe Garibaldi die österreichischen Truppen des Generals Franz Kuhn von Kuhnenfeld. Es war der markanteste militärische Erfolg Italiens während des Dritten Italienischen Unabhängigkeitskrieges.

## Hintergrund
1866 kam es zum Deutschen Krieg zwischen Preußen und Österreich. Italien verbündete sich mit Preußen, in der Hoffnung, dadurch sich das nach der Schlacht von Solferino beim Kaisertum Österreich verbliebene Venetien einzugliedern. Italien griff in drei Bereichen an: von der Lombardei aus das österreichische Festungsviereck Mantua-Peschiera del Garda-Verona-Legnago; von der Emilia-Romagna aus Venetien; im Bereich der Alpen das Trentino, wobei es zur Schlacht von Bezzecca kam.

## Verlauf der Schlacht
Nach mehrwöchigen Gefechten um den Monte Suello und in Condino eroberten Garibaldis Freiwillige das Forte d’Ampola. Dies erlaubte es Garibaldi, ins Valle di Ledro vorzudringen, wo er jedoch auf den erbitterten Widerstand der Truppen des österreichischen Generals Kuhn von Kuhnenfeld stieß. Die kaiserliche Brigade Montluisant trat trotz zahlenmäßiger Unterlegenheit zum Gegenangriff in Richtung auf Forte d’Ampola an. Seine westlichste Kolonne unter dem Kommando von Major Grünne erstieg den Monte Pichea, die mittlere Kolonne unter Major Julian Ritter von Krynicki versuchte über den Monte Saval in Richtung Lenzumo vorzugehen. Major Grünne warf mit drei Kompanien Kaiserjäger und zwei Kompanien des 14. Infanterie-Regiments den Feind zwischen den Höhen von Locca und Bezzecca zurück. Garibaldis Kommandeur Oberst Chiassi wurde dabei verwundet, 500 Mann gingen in Gefangenschaft.  Als General Montluisant im Bereich zwischen Tione und Ampola eine starke Übermacht von 12.000 Gegnern feststellte, musste er zur eigenen Rettung schnellstens auf die umliegenden Berge zurückgehen. Garibaldi ging zum Gegenangriff über, nach einem ersten misslungenen Umfassungsangriff auf Bezzecca ließ er den Ort nach Artillerievorbereitung frontal stürmen und nahm ihn nach blutigen Nahkämpfen ein.
Die österreichischen Verluste im Gefecht beliefen sich auf 6 Offiziere und 19 Männer an Toten, 7 Offiziere und 75 Mann an Verwundeten sowie etwa 100 Gefangenen.

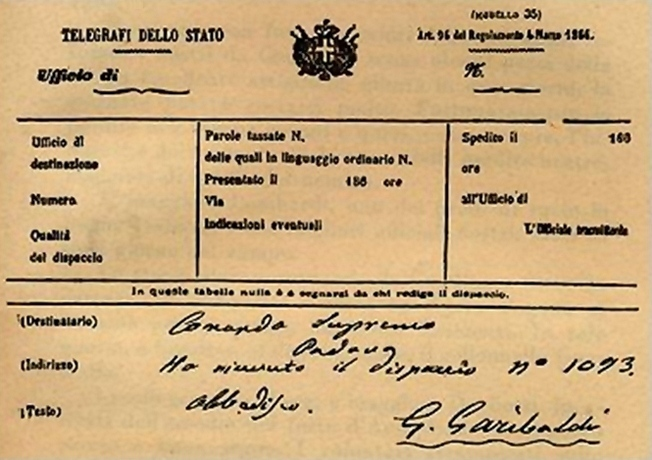
Garibaldis berühmtes Telegramm. Inhalt: Obbedisco - Ich gehorche.

Garibaldis taktischer Sieg kostete ihn 100 Tote, 250 Verletzte, zudem verlor er mehr als 1100 Gefangene, darunter 2 höhere und 17 niedrige Offiziere. Während des folgenden Vormarsches auf Trient und auf die Festungen von Lardaro erreichte Garibaldi die Nachricht des Waffenstillstands zwischen Preußen und Österreich. Der Vorfriede am 27. Juli ermöglichte es Österreich, Truppen zum italienischen Kriegsschauplatz zu verlegen. Garibaldis Feldzug auf Trient wurde damit hinfällig, er gehorchte dem Befehl aus dem Hauptquartier La Marmoras und befahl auch seinen Alpenjägern den Rückzug.

## Weiterer Verlauf
Der folgende Rückzug aus dem Trentino hatte für Italien (und auch für Österreich) bedeutende Konsequenzen. Zwar musste Österreich nach der verlorenen Schlacht von Königgrätz Venetien dennoch an Italien abtreten, weil die Verträge zwischen Italien und dem Kriegsgewinner Preußen das so vorsahen. Doch verblieben das Trentino und das Gebiet um Triest weiterhin bei Österreich, was später zum Irredentismus und zum Eintritt Italiens in den Ersten Weltkrieg führte.